# Municipio de Carroll (condado de Texas)
El municipio de Carroll (en inglés: Carroll Township) es un municipio ubicado en el condado de Texas en el estado estadounidense de Misuri. En el año 2010 tenía una población de 1056 habitantes y una densidad poblacional de 8,81 personas por km².

## Geografía
El municipio de Carroll se encuentra ubicado en las coordenadas 37°11′15″N 91°41′58″O / 37.18750, -91.69944. Según la Oficina del Censo de los Estados Unidos, el municipio tiene una superficie total de 119.88 km², de la cual 119,86 km² corresponden a tierra firme y (0,02 %) 0,02 km² es agua.

## Demografía
Según el censo de 2010, había 1056 personas residiendo en el municipio de Carroll. La densidad de población era de 8,81 hab./km². De los 1056 habitantes, el municipio de Carroll estaba compuesto por el 96,88 % blancos, el 0,19 % eran afroamericanos, el 0,66 % eran amerindios, el 0,09 % eran asiáticos, el 0,28 % eran de otras razas y el 1,89 % eran de una mezcla de razas. Del total de la población el 1,61 % eran hispanos o latinos de cualquier raza.